# Église Saint-Louis de Boulogne-sur-Mer
Pour les articles homonymes, voir Saint-Louis et Église Saint-Louis.
L'église Saint-Louis est une église catholique, située rue Félix-Adam dans le centre-ville de Boulogne-sur-Mer. L'église est inscrite à l'inventaire du patrimoine culturel.

## Historique
Au XIXe siècle, la communauté britannique anglicane avait un temple, rue de l'Ancien-Rivage : la St. John Church. Pour des raisons inconnues, ce temple (appelé aussi New British Church) s'effondra en juin 1887. Aussitôt, la communauté anglicane réagit en faisant construire un nouveau temple situé, cette fois, rue Félix-Adam. Ce dernier, nommé Saint John the Evangelist, fut réalisé par l'architecte londonien William Thorold Lowdell et par l'entreprise boulonnaise Lacour frères. Les travaux furent terminés juste à temps pour le service du 25 décembre 1888.
En 1952, les Anglais avaient complètement déserté la Côte d'Opale pour se tourner vers la Côte d'Azur. L'église fut rachetée par un voisin qui la transforma en garage. L'église subit des dommages irréparables.
En 1953, l'Église protestante évangélique des Assemblées de Dieu (aujourd'hui 9 allée de l'Alma) a célébré des offices dans ces locaux pendant quelque temps avant d'acquérir un lieu de culte au 18 rue Dutertre.
Le garagiste mourut en 1989 et sa veuve souhaita vendre. Or, l'édifice était frappé d'alignement. La boulangerie contiguë avait déjà été détruite et transformée en un petit jardin public. La mairie souhaitait exercer son droit de préemption pour la détruire, comme elle l'a déjà fait avec une dizaine d'autres chapelles de la ville (notamment celles des collèges nationalisés, établissements hospitaliers, chapelles anglaises, couvents désaffectés, etc.).

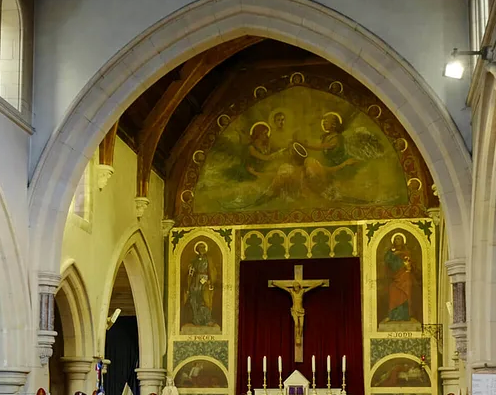
Détail des fresques intérieures.

En 1988, Mgr Bernard Fellay, alors trésorier de la Fraternité Saint Pie X, vint avec le supérieur du district de France, l'abbé Paul Aulagnier. Il décida de racheter l'édifice et de faire effectuer une partie des travaux indispensables ; à charge pour les paroissiens futurs de rembourser les prêts et de compléter les travaux.
La chapelle fut bénie par l'abbé Boivin au cours de la première messe qui s'y déroula fin septembre 1989 ; mais, il fallut faire vite car était prévue une consécration solennelle, laquelle intervint le 19 mai 1990. La St. Peter and John Church se nomme désormais Saint-Louis en souvenir de la chapelle de l'hôpital du même nom construit en partie par Louis XIV (hôpital rasé au cours des années 2000). La chapelle anglaise est désormais une église catholique.
En 2015, l'église compterait une centaine de fidèles.

## Galerie

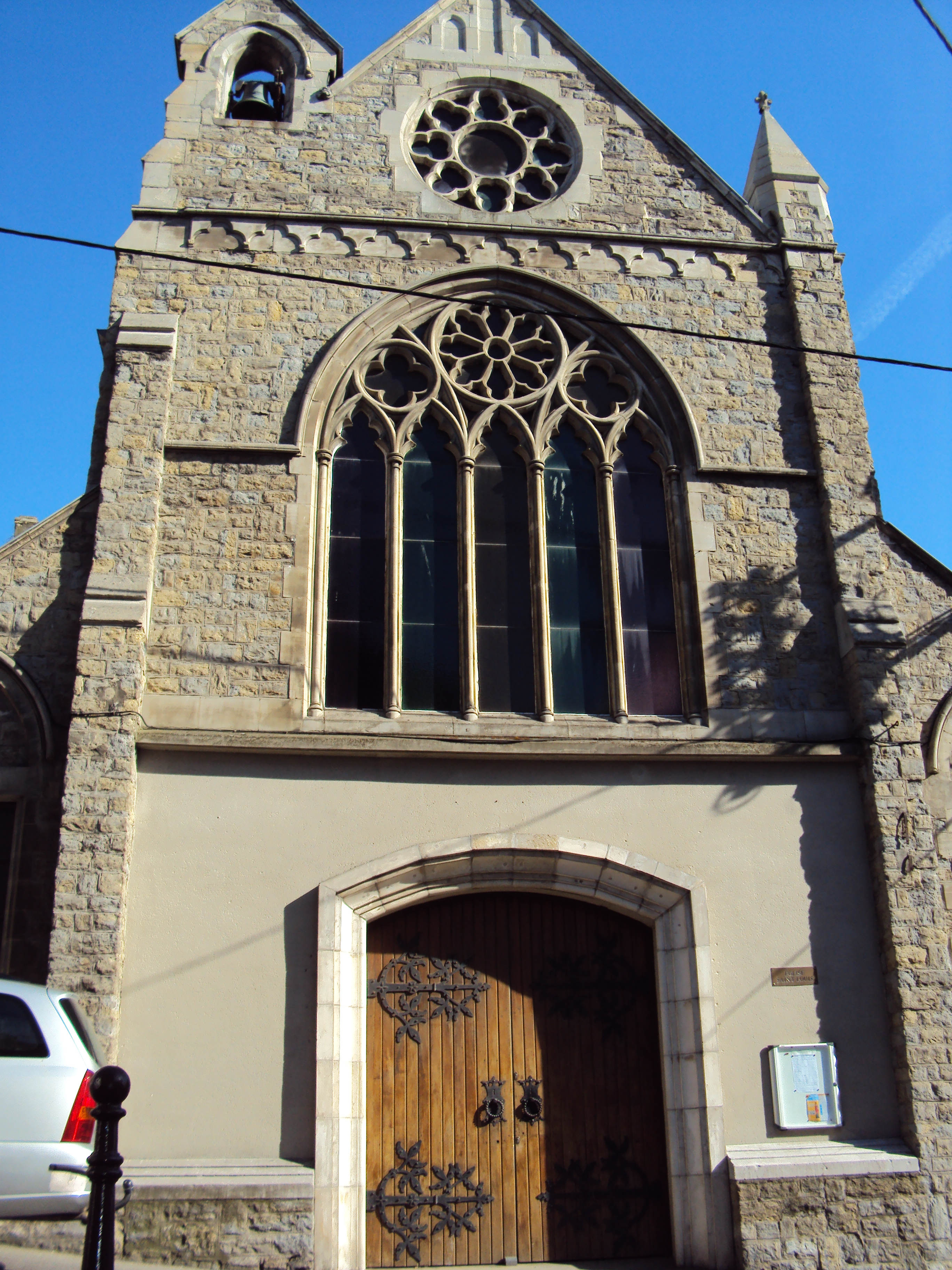
Église Saint-Louis à Boulogne et son  clocher.
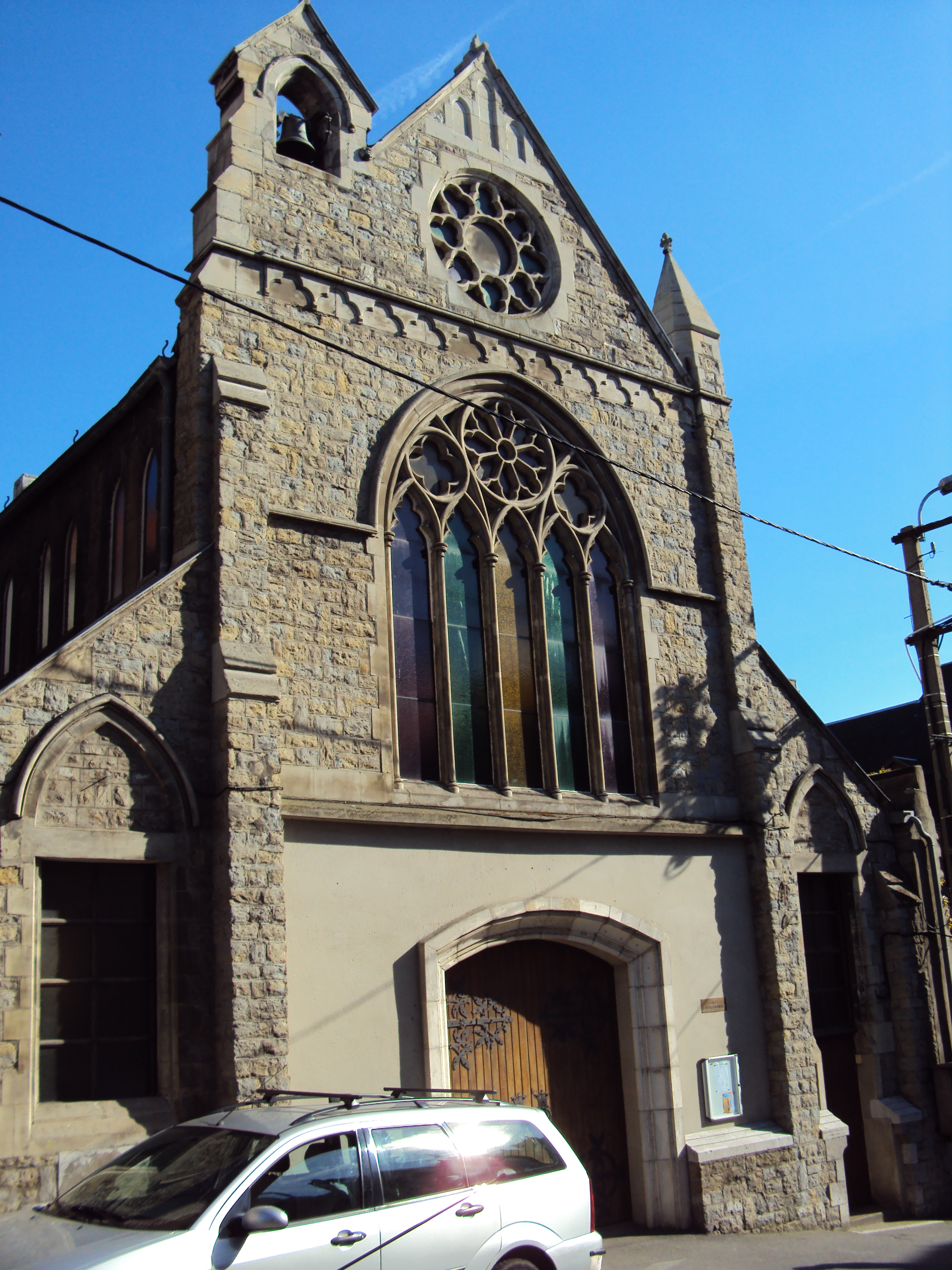
Église Saint-Louis à Boulogne, le parvis.